# コンテッサ・エンテッリーナ
コンテッサ・エンテッリーナ（イタリア語: Contessa Entellina, アルバニア語: Kundisa）は、イタリア共和国シチリア自治州パレルモ県にある、人口約1,700人の基礎自治体（コムーネ）。
アルバレシュ人と呼ばれるアルバニア系住民のコミュニティがある。

## 地理

### 位置・広がり
パレルモ県のコムーネ。県都パレルモから南南西へ46kmの距離にある。

#### 隣接コムーネ
隣接するコムーネは以下の通り。括弧内のTPはトラーパニ県、AGはアグリジェント県所属を示す。
- ビザックイーノ
- カンポフィオリート
- コルレオーネ
- ジュリアーナ
- モンレアーレ
- ポッジョレアーレ (TP)
- ロッカメーナ
- サラパルータ (TP)
- サンブーカ・ディ・シチーリア (AG)
- サンタ・マルゲリータ・ディ・ベーリチェ (AG)

## 行政

### 分離集落
コンテッサ・エンテッリーナには、以下の分離集落（フラツィオーネ）がある。
- Piano Cavaliere/Fusha e Kavalerit, Borgo Cozzo Finocchio/Rahji i Mbërajit, Castagnola/Kastanjolla, Roccella/Rriçelja, Pizzillo/Pucili, Santa Maria del Bosco/Shën Mëria e Boshit

## 社会
パレルモ郊外のサンタ・クリスティーナ・ジェーラやピアーナ・デッリ・アルバネージとともに、アルバレシュ人と呼ばれるアルバニア系住民のコミュニティがある。